# Anjunabeats
«Anjunabeats» — британський лейбл, заснований у 1999 році Джонатаном Грантом і Пааво Сільямякі, що спеціалізується на транс музиці.

## Назва
Anjuna — це назва пляжу в Гоа, на південно-західному узбережжі Індії, який був популярний серед гіпі в 1960-70-х роках. Крім того, Джонатан і Пааво були натхнені «Гоа міксом» (Goa Mix) Пола Окенфолд, після чого вони виявили свою любов до електронної музики.

## Виконавці лейблу
| - 7 Skies - 8 Wonders - Aalto (Super8 & P.O.S.) - Activa pres. Solar Movement - Above & Beyond - Adam Nickey - Alt+F4 - Andrew Bayer - Andy Moor - Anhken - Arty - Aruna - Aspekt (Oliver Smith & Mark Pledger) - Bart Claessen - Boom Jinx - Carrie Skipper - Cold Blue - Cramp - Dan Stone - Daniel Kandi - Dave Schiemann | - DJ Tab - Endre - Evbointh - Free State - Jaytech - Jer Martin - Joonas Hahmo - Jono Grant (Above & Beyond) - Justine Suissa - Kyau & Albert - Lange pres. Firewall - Luminary - Maor Levi - Mark Pledger - Mat Zo - Matt Hardwick - Menno de Jong - Mike Koglin - Mike Shiver - Myon & Shane54 - Nitromethane | - Nitrous Oxide - OceanLab - Oliver Smith - P.O.S. (Paavo Siljamäki) - Purple Mood - Reeves - Remo-Con - Rollerball (Above & Beyond) - Rusch & Murray - Signalrunners - Smith & Pledger - Stephen J. Kroos - Sundriver - Sunny Lax - Super8 - Super8 & Tab - Tranquility Base (Above & Beyond) - Tritonal - Vardran - Yilmaz Altanhan |